# Hartmannsdorf bei Kirchberg
Hartmannsdorf bei Kirchberg är en kommun och ort i Landkreis Zwickau i förbundslandet Sachsen i Tyskland. Kommunen har cirka 1 400 invånare.
Kommunen ingår i förvaltningsområdet Kirchberg tillsammans med kommunerna Crinitzberg, Hirschfeld och Kirchberg.